# Chinauta
Chinauta es un centro poblado bajo jurisdicción del Corregimiento Sur Occidental del municipio de Fusagasugá en Colombia.

## Geografía
Localizado al suroeste de Fusagasugá en el Corregimiento Suroccidental, entre los ríos Panches y Cuja, en una altiplanicie entre el casco urbano fusagasugueño y la vereda El Triunfo alrededor de la Ruta Nacional 40. Su clima es cálido.
Formalmente pertenece a la vereda La Puerta, por lo que la engloba casi prácticamente en su totalidad. Posee una subestación de Policía dependiente del municipio.

## Economía
En Chinauta, su principal actividad económica es el turismo recreacional al ser un centro vacacional para turistas de Ibagué, Melgar, Girardot, Soacha y Bogotá, en donde hay una activa presencia hotelera, condominios y fincas residenciales así como restaurantes a lo largo de la vía principal.

## Movilidad
Siendo la Ruta Nacional 40 (Vía Soacha-Girardot), es la vía que se puede conectar entre Girardot (por el valle del río Sumapaz) y Fusagasugá. Todas las calles del centro poblado son residenciales y de acceso a las fincas y hoteles de la zona. También se puede conectar a otros municipios del sur de la Provincia del Sumapaz a través del casco urbano fusagasugueño o por el sector de Boquerón al sur y a Nilo, Agua de Dios y Viotá al norte por el mismo casco urbano y otras vías veredales.